# ینیجه‌اوبا
ینیجه‌اوبا (به ترکی استانبولی: Yeniceoba) شهری است در کشور ترکیه که در استان قونیه واقع شده‌است. جمعیت این شهر بر اساس سرشماری سال ۲۰۰۸ میلادی ۸٬۰۰۳ نفر و بر اساس برآوردهای سال ۲۰۰۹ میلادی ۸٬۱۴۳ نفر می‌باشد.